# Caso Jesus Cuevas
Jesús María Cuevas Peña (ca. 1992 – octubre de 2022) fue un joven dominicano de 30 años que desapareció el 6 de octubre de 2022 tras salir de su residencia en el Distrito Nacional. Según sus familiares, ese día había salido para encontrarse con su amigo y socio comercial, Francisco Javier García Quezada, con quien mantenía una relación cercana desde hacía varios años. Al no regresar ni responder llamadas, su desaparición fue denunciada públicamente una semana después por su familia.
Tras más de un mes de incertidumbre, su cuerpo fue hallado el 4 de noviembre del mismo año, dentro de un tanque plástico en la residencia del propio García Quezada, ubicada en el kilómetro 7 de la carretera Sánchez, Santo Domingo. El cuerpo presentaba signos de desmembramiento, con múltiples puñaladas y rastros de intento de descomposición.
El hecho generó una intensa cobertura mediática en el país y reavivó el debate sobre la efectividad de los protocolos de búsqueda de personas desaparecidas, la salud mental y la violencia interpersonal entre conocidos.

## Contexto
Jesús María Cuevas Peña, de 30 años, era un joven dominicano descrito por sus familiares como una persona alegre, familiar y altruista. Además de trabajar en una empresa constructora, donde obtenía comisiones por la venta de inmuebles, también se dedicaba a realizar préstamos informales. En este negocio tenía como socio a Francisco Javier García Quezada, quien posteriormente fue identificado como su asesino. Cuevas Peña proporcionaba el capital, mientras que García Quezada se encargaba de gestionar los préstamos y cobrar a los deudores. Según declaraciones del abogado de la familia, Juan Geraldo Aquino, este arreglo informal pudo haber sido el motivo del crimen, ya que García Quezada adeudaba a Cuevas Peña una suma de dinero.
Francisco Javier García Quezada, también conocido como "Anthony", de 32 años, era compañero de trabajo de Jesús Cuevas y residía en el sector San José, en el kilómetro 7 de la carretera Sánchez, en Santo Domingo. Según informaciones proporcionadas por la familia de la víctima, García Quezada había sido despedido de su empleo aproximadamente cinco meses antes del asesinato. A pesar de ello, mantenía contacto con Cuevas Peña debido a su relación comercial en el negocio de préstamos. La tía de la víctima, Alcides Peña, indicó que ambos eran compañeros de trabajo y negó que existiera una relación sentimental entre ellos.
Cuevas Peña era originario de San José de Ocoa, donde su familia es conocida por administrar una tienda de electrodomésticos establecida hace más de 60 años. Su madre, Xiomara Peña, ha estado al frente de este negocio familiar. Además de sus actividades laborales, Jesús impartía clases de inglés a personas no videntes en su tiempo libre, demostrando su compromiso social y altruismo.

## Cronología de los hechos

### 6 de octubre de 2022
Jesús María Cuevas Peña, de 30 años, fue visto por última vez alrededor de las 6:30 p.m. en las afueras del Multicentro La Sirena, ubicado en la avenida Winston Churchill, en Santo Domingo. Una compañera de trabajo lo dejó en ese lugar después de salir del trabajo.

### 7 de octubre de 2022
Al día siguiente, al notar que Jesús no se presentó a su lugar de trabajo y no respondía a las llamadas, sus familiares comenzaron a preocuparse. Su hermano, Carlos Ariel Cuevas, informó que al revisar la vivienda de Jesús, encontraron la ropa que había usado el día anterior en el cesto de la ropa sucia, lo que indicaba que había regresado a casa antes de desaparecer.

### 8 de octubre de 2022
La familia presentó una denuncia formal ante las autoridades y solicitó la colaboración de la comunidad para obtener información sobre su paradero. También pidieron a los negocios de la zona revisar las cámaras de seguridad en busca de pistas que pudieran ayudar en la investigación.

### 11 de octubre de 2022
Los familiares de Jesús Cuevas Peña intensificaron la búsqueda y realizaron un llamado público a través de medios de comunicación y redes sociales, solicitando cualquier información que pudiera ayudar a localizarlo.

### 19 de octubre de 2022
La desaparición de Jesús Cuevas Peña generó preocupación en la sociedad dominicana, y medios de comunicación nacionales comenzaron a cubrir el caso, destacando la falta de avances en la investigación.

### 3 de noviembre de 2022
La Policía Nacional arrestó a Francisco Javier García Quezada, alias "Anthony", en su residencia ubicada en el kilómetro 7 de la carretera Sánchez, en Santo Domingo. Durante el interrogatorio, García Quezada confesó haber asesinado a Jesús María Cuevas Peña el 6 de octubre de 2022, día en que fue reportado como desaparecido. Según su declaración, el crimen fue motivado por una deuda económica que mantenía con la víctima.

### 4 de noviembre de 2022
Las autoridades encontraron los restos de Jesús Cuevas en un tanque plástico dentro de la vivienda de García Quezada. El cuerpo presentaba signos de desmembramiento, con múltiples puñaladas y rastros de intento de descomposición.

### 7 de noviembre de 2022
La jueza Larissa Veras, de la Oficina de Atención Permanente del Distrito Nacional, impuso tres meses de prisión preventiva contra García Quezada, quien no tenía abogado y se le asignó un defensor público.

### 15 de marzo de 2024
El Segundo Tribunal Colegiado del Distrito Nacional dictó una sentencia de 30 años de prisión contra García Quezada, quien fue hallado culpable de asesinar a puñaladas a Cuevas Peña y desmembrar su cuerpo. La sentencia establece que el condenado deberá cumplir la pena en la Penitenciaría Nacional de La Victoria.

## Desaparición
Jesús María Cuevas Peña fue visto por última vez la tarde del jueves 6 de octubre de 2022, alrededor de las 6:30 p.m., en las afueras del Multicentro La Sirena, ubicado en la avenida Winston Churchill, en Santo Domingo. Una compañera de trabajo lo dejó en ese lugar después de salir del trabajo.
Al día siguiente, al notar que Jesús no se presentó a su lugar de trabajo y no respondía a las llamadas, sus familiares comenzaron a preocuparse. Su hermano, Carlos Ariel Cuevas, informó que al revisar la vivienda de Jesús, encontraron la ropa que había usado el día anterior en el cesto de la ropa sucia, lo que indicaba que había regresado a casa antes de desaparecer.
La familia presentó una denuncia formal ante las autoridades y solicitó la colaboración de la comunidad para obtener información sobre su paradero. También pidieron a los negocios de la zona revisar las cámaras de seguridad en busca de pistas que pudieran ayudar en la investigación.

## Arresto y confesión
El 3 de noviembre de 2022, la Policía Nacional arrestó a Francisco Javier García Quezada, alias "Anthony", en su residencia ubicada en el kilómetro 7 de la carretera Sánchez, en Santo Domingo. Durante el interrogatorio, García Quezada confesó haber asesinado a Jesús María Cuevas Peña el 6 de octubre de 2022, día en que fue reportado como desaparecido. Según su declaración, el crimen fue motivado por una deuda económica que mantenía con la víctima.
En su confesión, García Quezada detalló que, tras una discusión relacionada con el dinero adeudado, atacó a Cuevas Peña con un arma blanca, propinándole múltiples puñaladas que le causaron la muerte. Posteriormente, desmembró el cuerpo y lo ocultó en un tanque plástico dentro de su vivienda. El cadáver permaneció allí durante casi un mes, hasta que fue descubierto por las autoridades tras la confesión del perpetrador.

## Juicio y sentencia
El proceso judicial contra Francisco Javier García Quezada, alias "Anthony", por el asesinato de Jesús María Cuevas Peña, se desarrolló en el Segundo Tribunal Colegiado del Distrito Nacional. Durante el juicio, se presentaron pruebas que incluían la confesión del acusado, evidencias forenses y testimonios que corroboraban los hechos.
El 15 de marzo de 2024, el tribunal dictó una sentencia de 30 años de prisión contra García Quezada, quien fue hallado culpable de asesinar a puñaladas a Cuevas Peña y desmembrar su cuerpo. La sentencia establece que el condenado deberá cumplir la pena en la Penitenciaría Nacional de La Victoria.
Durante el juicio, se presentaron como pruebas herramientas encontradas en la escena del crimen, como cuchillas, seguetas y martillos, que fueron utilizadas para desmembrar el cuerpo de la víctima.
Los familiares de la víctima expresaron su conformidad con la sentencia, aunque señalaron que ninguna condena podría reparar la pérdida sufrida. Consideraron que se había hecho justicia y agradecieron el trabajo de las autoridades en la resolución del caso.

## Reacciones
La desaparición y posterior asesinato de Jesús María Cuevas Peña generaron una profunda conmoción en la sociedad dominicana. Diversos sectores expresaron su indignación y exigieron justicia por el crimen.

### Familiares y allegados
Los familiares de Cuevas Peña, especialmente su madre, Xiomara Peña Castillo, y su hermano, Ariel Cuevas, encabezaron una intensa búsqueda desde el momento de su desaparición. Organizaron vigilias y solicitaron la colaboración de la ciudadanía para obtener información sobre su paradero. Tras el hallazgo del cuerpo, expresaron su dolor y pidieron respeto durante el proceso judicial.

### Opinión pública y medios de comunicación
El caso fue ampliamente cubierto por los medios de comunicación nacionales, que detallaron las circunstancias del crimen y el proceso judicial. La ciudadanía expresó su consternación a través de redes sociales, donde se compartieron mensajes de solidaridad con la familia y se exigió una condena ejemplar para el responsable.

### Organizaciones sociales
Diversas organizaciones sociales y comunitarias se pronunciaron sobre el caso. El Voluntariado GLBT Dominicano, por ejemplo, pidió que se hiciera justicia y se esclarecieran los hechos relacionados con la muerte de Cuevas Peña.

### Reacción institucional
Las autoridades judiciales actuaron con celeridad en la investigación y procesamiento del caso. El Ministerio Público presentó cargos formales contra Francisco Javier García Quezada, quien fue condenado a 30 años de prisión por el asesinato de Jesús Cuevas Peña.

## Consecuencias y legado
El asesinato de Jesús María Cuevas Peña tuvo un profundo impacto en la sociedad dominicana, generando debates sobre la seguridad ciudadana, la eficacia de las autoridades en la búsqueda de personas desaparecidas y la necesidad de fortalecer los mecanismos de prevención de delitos.

### Impacto social
La brutalidad del crimen conmocionó a la opinión pública, provocando una oleada de indignación y llamados a la justicia. Diversas organizaciones sociales y comunitarias se pronunciaron al respecto. Por ejemplo, el Voluntariado GLBT Dominicano expresó su repudio al asesinato y exigió que se hiciera justicia en el caso.

### Debates sobre seguridad y justicia
El caso reavivó las discusiones sobre la seguridad en el país y la capacidad de las autoridades para responder eficazmente ante desapariciones y crímenes violentos. Se cuestionó la eficiencia de los protocolos de búsqueda y la necesidad de mejorar los sistemas de vigilancia y prevención del delito.

### Homenajes y recordatorios
Tras el hallazgo del cuerpo y la posterior sentencia al culpable, se llevaron a cabo actos conmemorativos en honor a Jesús Cuevas Peña. En San José de Ocoa, su ciudad natal, familiares y amigos organizaron vigilias y misas para recordar su vida y legado. Estos eventos sirvieron como espacios de reflexión sobre la violencia y la importancia de la solidaridad comunitaria.